# Triunvirato de la Provincia de Mendoza
El Triunvirato de Mendoza fue conformado en abril de 1824, y tuvo por finalidad mantener la gobernabilidad luego de la destitución del Gobernador Pedro Molina, debido a la profunda crisis económica que atravesaba la Provincia de Mendoza y a un supuesto caso de malversación de fondos públicos.
En un primer momento el triunvirato designó como presidente del mismo al jurisconsulto Juan Agustín Maza quien por la inestabilidad política renunció luego de un día en el cargo. Luego de su renuncia el Triunvirato se hizo cargo del gobierno interino entre el 30 de abril y el 7 de mayo de 1824, cuando se designó por segunda vez, interinamente, a Pedro Molina quien se mantendría en el cargo hasta el 4 de junio y dejaría el lugar al nuevo gobernador, el General José Albino Gutiérrez.
| Precedido por: Juan Agustín Maza | Gobernador de la Provincia de Mendoza (interino) 1824 | Sucedido por: Pedro Molina (2° Mandato) |

- Datos: Q6152962